# Era hyboriana

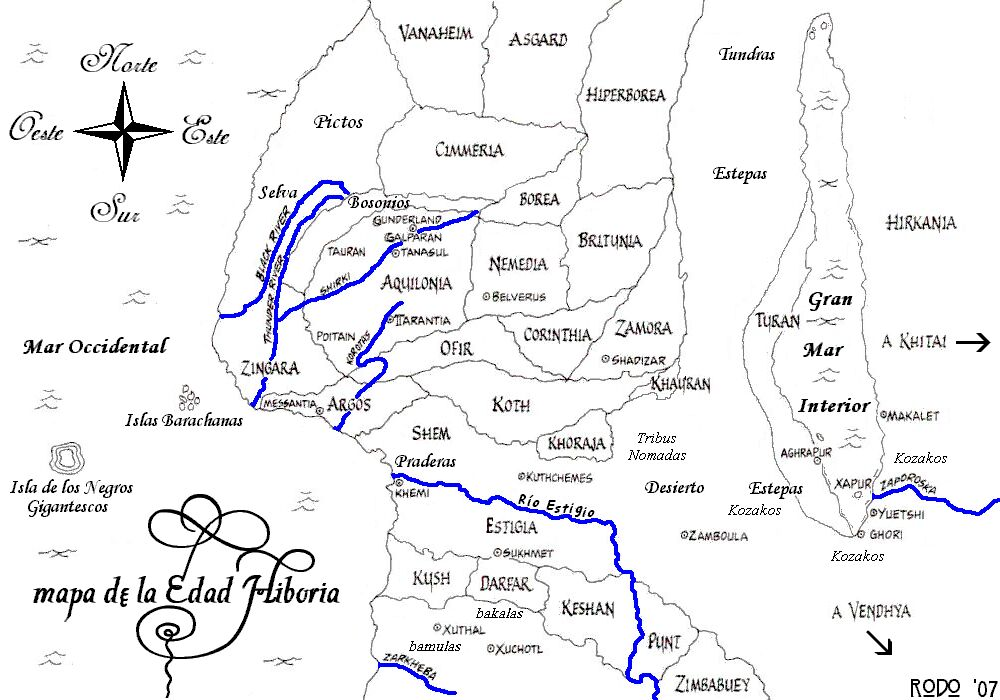
Mappa dell'era hyboriana.

L'era hyboriana è un'epoca immaginaria ideata da Robert E. Howard, in cui sono ambientati i racconti sword and sorcery di Conan il barbaro. È un'epoca all'alba della storia scritta.
La parola "Hyborian" deriva dalla leggendaria terra a settentrione della Antica Grecia (Iperborea, Hyperborea in inglese) ed è scritta in questo modo nelle prime bozze del saggio di Howard The Hyborian Age Howard descrive l'era Hyboriana come collocata qualche tempo dopo l'affondamento di Atlantide e l'inizio della storia scritta. Molti adattatori e curatori editoriali successivi, come L. Sprague de Camp e Roy Thomas piazzano l'era Hyboriana intorno al 10.000 a.C. Dale Rippke ha proposto che venga posto più remotamente intorno al 32.500 a.C., prima dell'inizio dell'ultimo massimo glaciale. La datazione di Rippke è stata comunque contestata da Jeffrey Shanks, che sostiene per un piazzamento più vicino a quello tradizionale alla fine dell'ultimo massimo glaciale.
Howard amava intensamente la storia e i drammi storici, ma allo stesso tempo riconosceva le difficoltà e il tempo necessario per mantenere l'accuratezza storica. Ideando un'ambientazione senza tempo — un'età svanita — e scegliendo con attenzione nomi che somigliano a quelli storici ha evitato il problema di anacronismi storici e il bisogno di lunghe esposizioni.

## Ideazione
Howard scrisse un vero e proprio saggio pseudo-storico, The Hyborian Age, contenente l'evoluzione immaginaria delle varie civiltà in questo periodo di tempo, in modo da creare un contesto coerente e realistico in cui far muovere i suoi personaggi. La prima parte del saggio venne pubblicata nell'anno della sua morte, dalla fanzine The Phantagraph, mentre la versione completa venne pubblicata postuma nel 1938 dalla LANY Cooperative Publications di New York.
L'area descritta non corrisponde a quello che era il vero aspetto del pianeta Terra in quel periodo, ma approssimativamente comprende l'Eurasia e l'Africa, con particolare spazio dedicato alle aree in cui, nella realtà, si troverebbe il bacino del Mediterraneo (asciutto nella ricostruzione di Howard).

## Descrizione
Nel saggio l'autore narra che, a causa di un cataclisma che ne causò l'inabissamento, vennero spazzate via le civiltà di Atlantide e Lemuria. I superstiti di Atlantide, così come quelli del popolo barbarico dei Pitti (le cui isole erano divenute una catena montuosa, spazzando via la loro civiltà) si ritrovano in lotta, mentre i superstiti dei lemuriani vengono schiavizzati. Le guerre tra i vari gruppi, uniti a un secondo cataclisma, distruggono poi quel poco di civiltà che si era precedentemente salvato, facendo regredire molti di quei popoli all'età della pietra. Da qui parte la rinascita della civiltà, che, nell'arco di alcuni millenni, grazie a flussi migratori, guerre e schiavitù di interi popoli, si espande in tutta l'area presa in considerazione, portando alla nascita di stati derivanti dalle popolazioni hyboriana nel nord e ovest e all'espansione dei nuovamente liberi discendenti dei lemuriani nel sud e nell'est.

## Personaggi

### Popolazioni
Gli Imperi di Acheron e Stigia si stendevano su tutto il mondo allora conosciuto, ma dal circolo polare artico mosse loro contro una popolazione di discendenti dei Valusiani, regrediti allo stato scimmiesco.
Gli Hyboriani, allora poco più che uomini di Neanderthal, mossero da Nord e sotto i loro colpi i due regni caddero. I discendenti degli Atlantidi, regrediti allo stato di uomini primitivi e poi di nuovo evoluti, i Cimmeri, mossero da Nord e colonizzarono le terre dell'attuale Nord Europa.
I discendenti dei Lemuriani fondarono i regni hyrcaniani e i discendenti degli Stigiani i regni di Stigia, Shem e Zembabwei. Gli Hyboriani fondarono i regni di Aquilonia, Nemedia, Ophir, Koth, Zingara, Koraja, Kauran, Corinthia e Brythunia. Dopo essersi mescolate con gli indigeni locali queste popolazioni divennero le une diverse dalle altre, tranne gli abitanti di Gunderland (una regione dell'Aquilonia) che conservano, ancora all'era di Conan, caratteri come i capelli rossi e gli occhi grigi, essendo la popolazione Hyboriana più pura.

### Divinità e culti
Bori
Il primo dio a venire nominato è Bori, da cui deriva appunto il nome Hyboria. Di lui non si sa praticamente nulla riguardo alla nascita e alla fine, ma si sa che un certo punto gli Hyboriani, divenuti uomini civili, abbandonarono il suo culto per abbracciare quello di Mitra.
Mitra
Il culto di Mitra è diffuso in Aquilonia, Nemedia, Zingara e Ophir, ma l'autore non si sofferma quasi mai troppo sulla teologia. Tramite i dialoghi si sa che è la religione che più si avvicina al monoteismo. Mentre gli aquiloniani sono più devoti e religiosi, i nemediani sono soprattutto scettici e filosofi. Uno dei miti fondanti su questa religione è il mito di Epimetreo, il quale avrebbe affrontato il malefico dio stigiano Set, per poi riposare nella montagna aquiloniana del Golamira, ed il suo spettro veglierebbe sull'Aquilonia. Sarà lui a procurare a Conan la Spada della Fenice, con cui sconfiggere il demone inviatogli contro dal mago Toth-Amon.
Come osserverà la principessa di Koraja, Yasmela, che si era recata al tempio di Mitra per invocare il suo aiuto contro il demone Nathok, le raffigurazioni del dio erano semplici e non dettati da rigidi criteri di arte. Il tempio era semplice e non sfarzoso e esibizionista come quelli di Ishtar. Yasmela è infatti stanca di invocare Ishtar. 
Ishtar
La dea Ishtar è la seconda divinità hyboriana per importanza, ma in alcune zone, come appunto Koraja e Koth, il culto aveva subito la contaminazione delle religioni sataniche di Stigia e Shem. Anche a Kauran è adorata, ma in modo meno tenebroso di quello kothiano. A differenza del culto mitraico, i sacerdoti della dea affermano che il suo essere sia contenuto nelle statue, e non sia onnipresente come Mitra.
Divinità nordiche
Gli dèi dei popoli nordici sono invece molto diversi. Vi sono innanzitutto quattro tipi di barbari del Nord: i Vaniri (o Vanir) del Vanaheim, gli Aesiri (o Æsir) dell'Asgard, gli Hyperboreani e i Cimmeri. Gli Hyperboreani adorano Mitra, ma i primi due sono fedeli al gigante ibernato Ymir che, secondo la leggenda, avrebbe una figlia di nome Atali, che incontrerà Conan nella storia La Figlia del Gigante del Gelo.
Crom e la Cimmeria
In Cimmeria invece vi sono molti dèi, detti della Stirpe Oscura, ma il loro signore è Crom, che vive sulla Terra, in una gigantesca montagna. Egli differisce da ogni altro dio civile o barbaro: pur servendosi di oracoli, il dio non si interessa alle vicende umane e detesta chi lo teme e lo prega. Egli però, alla loro nascita, distribuisce agli uomini il coraggio e la forza. Secondo le leggende egli si sarebbe ritirato in esilio dal Valhalla, il paradiso nordico, dopo che gli uomini gli avevano sottratto il segreto dell'acciaio. Quando Conan spiega all'amico Prospero la sua religione afferma che: «Per il mio popolo non c'è speranza né in questa vita, né nella morte. Mitra e i costumi degli Hyboriani mi piacciono molto di più!».
Dopo essersi unito ai pirati della shemita Belit, la donna, innamorata di lui, gli spiega la sua fede: «Non ti ho mai sentito invocare i tuoi dèi, e il destino del tuo popolo è terribile. Ma gli dèi sono reali e quelli degli Shemiti sono i più potenti: Ishtar, Ashtoret, Derketo e Adonis. Anche Bel, il dio dei ladri di Zamora, è shemita, perché è nato nell'antica Shumir ed è andato in giro con la sua barba ed i suoi occhi da monello a derubare i ricchi. Tu temi gli dèi, Conan?». «Non calpesterei la loro ombra. Ho visto tanti uomini e dèi e Mitra, il dio degli Hyboriani, deve essere molto potente, perché i suoi seguaci hanno costruito templi in tutto il mondo. Credo che chi non creda negli dèi sia tanto cieco quando chi si fida troppo di loro, perché alcuni sono capaci nell'aiutare, altri nel far soffrire!».
Di diversa opinione è il filosofo Astreas che, in un viaggio a Kauran afferma: «La gente di questo paese adora Ishtar, che è molto superiore al culto del diavolo operata dagli shemiti e ai loro tozzi idoli panciuti. Ad ogni modo sono entrambi inferiori al culto di Mitra, la vera religione!».
Altre divinità
Tarim è il dio dei regni ircaniani di Ircania e Turan. Gli dèi dei neri invece presentano spesso attributi osceni e disgustosi, come Pteor, che Conan scopre nell'antica Alkmeenon. A Zamboula invece è presente un culto di un dio chiamato Hanuman, un mostruoso scimmione, il cui sacerdote sarà ucciso da Conan. I sacerdoti del Kithai e del Vendhya, invece, si sono riuniti in una confraternita chiamata Cerchio Nero, i cui dèi sono i cosiddetti Rakhsha, con cui Conan avrà a che fare.
Il culto più diffuso in Oriente è però quello di Asura, praticato anche in Occidente, ma qui perseguitato. Il dio più famoso è però Set. Egli è il capo della religione stigiana e si avvale come sommo sacerdote del mago Toth- Amon dell'Anello. Il gigantesco serpente è riconosciuto nei regni hyboriani come il capo delle ombre, il dio del Male. Nei suoi tetri templi e piramidi, gli adepti compiono pratiche oscure e paurose. Secondo i racconti di Conan, i serpenti vengono lasciati liberi, quando affamati, e dopo aver vagato per le strade possono scegliere la vittima che preferiscono.
Un mito di questa religione è quello di Akivasha, secondo cui una bella principessa stigiana avrebbe venduto la sua anima alle tenebre per non invecchiare e vivere in eterno fra le ombre. Conan scoprirà che questo mito è tremendamente vero nella storia L'Ora del Drago.

## Etimologia
Nella sua ambientazione fantasy dell'età Hyborian, Howard creò dei regni immaginari ai quali diede nomi tratti da varie fonti mitologiche e storiche. Khitay è la sua versione della Cina, Corinthia è il suo nome per una civiltà ellenistica, un nome derivato dalla città di Corinto e che ricorda l'imperiale [feudo] Carinzia del Medioevo.
| Regni, regioni, o gruppi etnici | Possibili analogie |
| ------------------------------- | --- |
| Acheron                         | Un regno caduto tremila anni prima della nascita di Conan, che corrisponde all'Impero Romano. Il suo territorio copre Aquilonia, Nemedia e Argos. Nella mitologia greca, Acheronte era uno dei quattro fiumi dell'Ade. |
| Afghulistan                     | L'Afghulistan (talvolta "Ghulistan") è il nome comune del territorio di differenti tribù dei monti Himelian. Il nome stesso è un misto dei nomi storici del Gulistan e dell'Afghanistan. |
| Alkmeenon                       | Zona del Kesham che all'epoca delle storie contiene le rovine della città dei precedenti dominatori bianchi. Il nome deriva dagli Alcmeonidi, che fondarono il tempio di Apollo a Delfi, nel quale viveva l'Oracolo. |
| Amazzoni                        | Menzionato nel saggio The Hyborian Age, il Regno delle Amazzoni fa riferimento a varie leggende della mitologia greca delle Amazzoni, o più specificamente le Amazzoni del Dahomey. Nella leggenda classica, l'Amazonia è una nazione di donne guerriere in Asia minore e Nord Africa. La leggenda può essere basata sul Sarmati, una tribù nomade iraniana della tribù di Kuban', le cui donne erano tenute a uccidere un nemico prima che potessero sposarsi. |
| Aquilonia                       | Un incrocio tra l'Impero Romano e l'Impero carolingio. È il nome di una cittadina dell'Italia meridionale e di un antico nome di Quimper in Bretagna. Derivata dal latino Aquilo ("vento del nord"). Il confine con Zingara è marcato dal fiume Alimane (forse derivato da "Allemagne", il termine francese per Germania). |
| Argos                           | Nazione marinara, il cui nome deriva da Argo, città dell'Antica Grecia. Inoltre, accenni d'Italia per quanto riguarda l'aspetto della popolazione indigena, nomi e cultura. Howard etichetta il popolo della sua Argos come "argosiani ", mentre la gente della storica Argos sono conosciuti come "argivi". La sua città costiera di Messantia deriva forse il suo nome da Messina. |
| Askalon                         | Citata anche come Asgalum, è una città stato dello Shem, che prende il nome dall'antica città palestinese di Ashkelon abitata da Pelishitim. Gli abitanti sono i pelishiti (nome derivato da quello dei filistei o pelištīm in ebraico). Viene adorato il dio Pteor (nome derivato da quello moabita di Baal Peor. |
| Asgard                          | Una regione dell'estremo nord. Prende il nome da Ásgard, la dimora delle divinità della mitologia norrena ("Æsir"). Nel saggio The Hyborian Age Howard afferma che il Mar Baltico avrebbe, dopo il cataclisma, dovuto dividere il suo immaginario Asgard nella moderna Norvegia, Svezia e Danimarca. |
| Isole Barachan                  | Arcipelago di isole nel mare occidentale analogo delle isole caraibiche e base di pirati. Prende il nome dal Golfo di Barataria, dove agiva il pirata Jean Lafitte. La città pirata di Tortaga (Tortage nel testo originale) prende il nome dall'isola di Tortuga. |
| Brythunia                       | Nazione orientale (a volte resa in italiano come "Brytunia”), il nome deriva dal gallese Brython ("britannico"). Anche se Howard ha dichiarato che il nome è stato mantenuto dagli Æsir e dai Nemediani che si stabilirono lì. La terra è rappresentata geograficamente sopra la Polonia, Lituania e Lettonia. |
| Cimmeria                        | Terra a nord delle altre nazioni hyboriane, dal cui popolo (i cimmeri) Howard farebbe discendere i celti e i gallesi. Geograficamente situata sopra l'Irlanda moderna, la Scozia e l'Inghilterra, Cimmeria è (secondo il saggio "l'età di Hyborian" di Robert E. Howard) parzialmente affondata, poi circondata da quello che sarebbe il mare del Nord, con le cime delle sue montagne dislocate nelle isole britanniche. Storicamente i cimmeri (o gimirrai) furono una tribù affine agli iranici che invase l'Asia Minore e da cui prende il nome la Crimea. È stato ipotizzato che Howard conoscesse la teoria (oggi destituita di fondamento) per cui esistesse una relazione tra i cimmeri e i gallesi. |
| Conajohara                      | Provincia di Aquilonia posta tra il fiume Nero e quello del Tuono. Il nome potrebbe essere stato basato su Canajoharie, città dello stato di New York, in cui esiste anche un Black river (fiume nero). Fonte dei nomi furono probabilmente i romanzi di Robert W. Chambers. |
| Corinthia                       | Stato sudorientale, il nome derivebbe da Corinto, una ricca città della Grecia classica. Forse suggerito a Howard dalle Epistole ai Corinzi. |
| Darfar                          | Una regione abitata da tribù di cannibali. Howard ha derivato questo nome dalla regione del Darfur in Sudan. Il Darfur è un nome di lingua araba significato che significa "dimora (Dar) dei Fur", la popolazione dominante della zona. Nel cambiare il nome al Darfar, Howard ne ha cambiato involontariamente il significato arabo in "la dimora dei topi". |
| Gunderland                      | La provincia più settentrionale di Aquilonia. Forse derivato dal legendario re dei burgundi Gunther (Gundicaro) o da Gunderic (Gunderico), re dei Vandali. |
| Hyperborea                      | Una nazione settentrionale a oriente di Asgard, descritta come il primo Regno Hyboriano, «che ha avuto il suo inizio in una rozza fortezza di massi ammucchiati per respingere gli attacchi tribali». Il nome deriva da quello della leggendaria Iperborea descritta da Erodoto. |
| Hyrkania                        | La terre a oriente del mare di Vilayet, da cui provengono anche i turaniani che abitano le terre a ovest del mare. Il nome deriva da Ircania ("terra dei lupi"), un'antica satrapia persiana a sud-est del Mar Caspio. Nella leggenda iraniana, Ircania è nota per i suoi maghi, demoni, lupi, spiriti, streghe e vampiri. Viene citato il fiume Zaporavo. |
| Iranistan                       | Una terra corrispondente all'Iran moderno. Storicamente, il nome del paese è derivato dal Iran + il persiano istân, estân, ("paese "). |
| Kambuja/Kambulja                | Una terra a oriente di Vendhya, che riprende il nome originale della Cambogia. |
| Keshan                          | Un ragno nero, con capitale Keshia, il cui nome deriva forse da "Kesh/Kash", il nome egiziano per la Nubia. |
| Khauran                         | Un piccolo regno sudorientale, il cui nome deriva forse dalla regione siriana di Hawran. |
| Khitai                          | Una regione orientale analoga della Cina. Il nome deriva da quello tartaro per la Cina ("Khitan"). In età Hyboriana, Khitay è un antico impero che è sempre in guerra con Kambuja a sud. Le persone di Khitay sono di pelle gialla e di altezza media. Khitay è governato da un Dio-Imperatore le cui decisioni sono fortemente influenzate dal circolo scarlatto, un clan di alcuni dei più potenti maghi signori in tutta Hyboria. La caratteristica più prominente di Khitay è la relativa grande parete (simile alla grande muraglia della Cina), che lo protegge dalle invasioni straniere a nord. |
| Khoraja                         | Piccola città stato della Vendhya. Il nome stesso è stato ispirato dai riferimenti di Sax Rohmer alla città immaginaria di Khorassa nel romanzo La maschera di Fu Manchu. |
| Kosala                          | Nazione orientale che prende il nome dall'antico regno indo-Ariano di Kosala. |
| Koth                            | Regno meridionale. Forse il nome deriva dal "segno di Koth", citato da Lovecraft in La ricerca onirica dello sconosciuto Kadath. Esiste una città chiamata Koth in Gujarat, India, ma la connessione è dubbia. Howard usò lo stesso nome anche nel suo romanzo interplanetario Almuric. |
| Kusan                           | Piccolo regno del Kithai orientale. |
| Kush                            | Dal Regno di Kush, Nubia, Nord Africa. |
| Marche Bossoniane               | La provincia al confine occidentale di Aquilonia. Forse derivate da Bossiney, un villaggio della Cornovaglia in cui si trova il Castello di Tintagel. |
| Meru                            | Valle tropicale tra i monti Takama e quelli Himeliani. Nella mitologia indù, Meru è la montagna sacra su cui abitano gli dei. Nota: Meru non è un paese creato da Howard, ma è stato creato da L. Sprague de Camp e Lin Carter per La città dei teschi (The City of Skulls). |
| Nemedia                         | Potente regno e rivale di Aquilonia. Il nome deriva da Nemed, leader dei coloni da Scizia in Irlanda nella mitologia irlandese |
| Ophir                           | Regno che prende il nome dall'antica Ophir, una regione mineraria ricca di oro nell'Antico Testamento, sitauata sulle rive del mar rosso o del Mar Arabico (ad esempio, l'Arabia occidentale). |
| Pitti                           | Popolazione barbara che vive sulle coste occidentali del continente hyboriano e minaccia ai confini Aquilonia. Howard li descrive a volte simili agli indiani irochesi, a volte come di bassa statura con tratti simili a quelli dell'Uomo di Neanderthal uomo di Neandherthal. Storicamente i Pitti erano un gruppo di popolazioni probabilmente celtiche, poi assorbite dagli Scoti. |
| Poitain                         | La provincia più meridionale di Aquilonia, il nome deriva da quello della provincia francese di Poitou. |
| Punt                            | Uno dei regni neri, il nome deriva da quello della terra di Punt sul Corno d'Africa, un luogo in cui gli antichi egizi sviluppavano il loro commercio, probabilmente la Somalia. |
| Regni di frontiera              | Situato geograficamente sul litorale tedesco del Mar Baltico. Una regione senza legge piena di selvaggi. Conan una volta viaggiò attraverso i regni di frontiera verso Nemedia. Ha stretto amicizia con Mar il Piper e il re dei regni di frontiera. Aiutò a salvare i regni prima di tornare al suo viaggio verso Nemedia. |
| Shem                            | Regione meridionale confinante con la Stygia e divisa in città stato, con carattere simile a quelli della Mesopotamia e altre terre medioorientali. Nella Bibbia, Sem è il figlio primogenito di Noè, l'antenato degli ebrei, degli arabi e degli Assiri; quindi, il moderno "semita" e le lingue semitiche (tramite SEM greco), usato correttamente per designare la famiglia delle lingue parlate da questi popoli. Nei deserti orientali vivono le tribù nomadi degli Zuagir (il cui nome deriva dalla tribù Shaigiya di nomadi nubiani o dalle tribù Zouia o Zuia in Libia. |
| Stygia                          | Una regione a sud di Shem, attraversata dal fiume Styx, di ispirazione egizia. Il nome deriva dallo Stige, un fiume dell'oltremondo nella mitologia greca. Nel passato dell'ambientazione la Stigia era più estesa e includeva anche i regni Shem, Ophir, Corinthiae e parte di Koth. La Stigia è governato da una teocrazia di re-stregoni. La gente ha la pelle scura. La maggior parte delle persone comuni sono discendenti delle varie razze in tutto il mondo. Adorano il dio serpente. Il territorio di Stigia è un misto di montagne, deserti, pianure e paludi. Il fiume Stige lo attraversa fino al mare.                                                                                          |
| Turan                           | Il regno fondato a overst del mare di Vilayet dagli hyrkani. Nome persiano per il Turkestan. I nomi delle varie città turanica (ad esempio la capitale Aghrapur, Khorusun, Khawarizm, Sultanapur, Shahpur) sono spesso in lingua persiana. Il re Yezdigerd prende il nome da Yazdgard III, sovrano dell'Impero sassanide. Dal Turan vengono i Khozaki, predoni semi-barbari turaniani analoghi ai cosacchi. |
| Uttara Kuru                     | Dal Regno medievale a oriente della Vendhya. Non è un paese inventato da Howard, ma compare in Conan the Avenger di Björn Nyberg. |
| Vanaheim                        | Terra del nord ad overst di Asgard, prende il nome dalla casa dei Vanir nella mitologia norrena. |
| Vendhya                         | Terra orientale molto lontana dai regni occidentali, analoga dell'India. Prende il nome dai Monti Vindhya nell'India centrale). A nord è protetto dai monti Himeliani attraversati dal passo Zhaibar (dal Passo Khyber in Pakistan). Un altro passo è quello dell'Amir, situato nel territorio del Ghulistan. |
| Wadai (tribù)                   | L'Impero Wadai, una nazione nera corrispondente all'attuale Ciad. |
| Wazuli (tribù)                  | Una tribù dei monti Himeliani, prendono dai Waziri una tribù pashtun nel nord-ovest del Pakistan. |
| Zamora                          | Un antico regno a oriente, il nome viene dalla città di Zamora, alludendo ai Popoli romaní della Spagna. |
| Zambabwei                       | Un regno nero, dal nome della capitale dell'Impero di Monomotapa. Howard riprese il nome in The Grisly Horror, una storia ambientata negli Stati Uniti in cui viene menzionata come località africana dove si compivano sacrifici umani. |
| Zingara                         | Un regno marittimo sudoccidentale, corrispondente alla penisola iberica. |
| Mare di Vilayet                 | Mare interno a est di Turan, corrispondente al Mar Caspio. Il nome deriva da vilayet, la regione amministrativa nell'Impero ottomano. |